# Hinx
Hinx település Franciaországban, Landes megyében. Lakosainak száma 1909 fő (2022. január 1.). Hinx Candresse, Gamarde-les-Bains, Goos, Poyartin, Sort-en-Chalosse és Téthieu községekkel határos.

## Népesség
A település népességének változása:
| Lakosok száma | 756  | 994  | 1117 | 1202 | 1861 | 1872 | 1883 | 1875 | 1881 | 1909 |
|               | 1968 | 1982 | 1990 | 2006 | 2013 | 2015 | 2017 | 2019 | 2020 | 2022 |